# ونداور
latitudeونداورlongitudeونداور
ونداور (به انگلیسی: Wendover) یک منطقهٔ مسکونی در انگلستان است که در جنوب شرقی انگلستان واقع شده‌است.

## نگارخانه

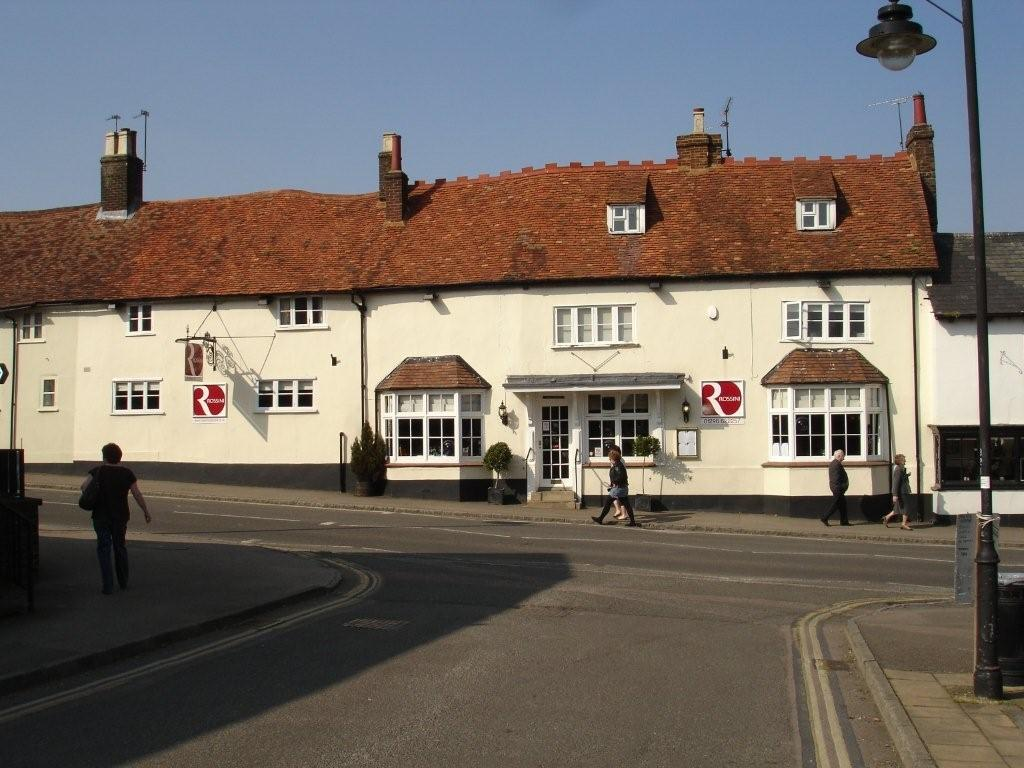

## خصوصیات
ونداور ۷٬۳۹۹ نفر جمعیت دارد.